# Hans A. Krässig
Hans Adolf Krässig (* 9. Februar 1919 in Karlsruhe; † 5. September 2004) war ein deutscher Chemiker. Er war vorwiegend in der Industrie tätig, besaß aber 18 Jahre lang auch Lehraufträge an zwei österreichischen Hochschulen.

## Leben

### Herkunft, Ausbildung und Privatleben
Er kam im Februar 1919 als Sohn von Konstantin Krassig und Anna Regina Willemann in Karlsruhe zur Welt. In seiner Heimatstadt absolvierte er ein Chemiestudium an der Technischen Hochschule Karlsruhe. In diesem Rahmen legte er 1939 seine Vorprüfung und 1944 sein Diplom ab. Anschließend wechselte er ins Breisgau an die Albert-Ludwigs-Universität Freiburg, an die dortige Abteilung für makromolekulare Chemie des späteren Chemienobelpreisträgers Hermann Staudinger.
Betreut von Staudinger als Doktorvater wurde Krässig 1949 zum Dr. rer. nat. promoviert. Sechs Jahre später habilitierte er sich im Juli 1955 mit der Schrift Über Umsetzungsprodukte von Aminen mit Aldehyden. Ehe ihm im Alter von 53 Jahren 1972 die Lehrberechtigung an der Technischen Hochschule Wien verliehen wurde, musste er sich dafür erneut habilitieren. Nach neuerlicher Begutachtung seiner Freiburger Arbeit wurde diese jedoch auch hier als ausreichend für eine Habilitation angesehen. Es hat somit an der TH Wien ein zweiter, regulärer Habilitationsprozess stattgefunden – einzig eine Habilitationsschrift musste Krässig nicht neuerlich verfassen.
Krässig heiratete am 14. Juli 1947 Gertrud Anna Wörner. Das Paar hatte mit Hans-Ulrich einen gemeinsamen Sohn. Nach dem Ende seiner beruflichen Karriere lebte er im Ortsteil Mitterfelden der oberbayerischen Gemeinde Ainring (Landkreis Berchtesgadener Land).

### Berufsleben
Seinen Berufseinstieg fand Krässig zwischen 1949 und 1953 als wissenschaftlicher Assistent an der  Abteilung für makromolekulare Chemie der Albert-Ludwigs-Universität Freiburg. Anschließend war er bis 1955 wissenschaftlicher Mitarbeiter und wurde nach seiner in jenem Jahr erfolgten Habilitation zum Dozenten „für das Fach Organische Chemie unter besonderer Berücksichtigung der makromolekularen Chemie“ ernannt.
Im Zuge der feierlichen Verabschiedung Staudingers in den Ruhestand verließ er aber bereits im darauffolgenden Jahr 1956 den akademischen Wissenschaftsbetrieb. Er übernahm die Leitung einer neuen Abteilung für Grundlagenforschung bei der Industrial Cellulose Research, Ltd. in Hawkesbury in der kanadischen Provinz Ontario. Hierbei handelte es sich um eine Tochtergesellschaft der Canadian International Paper Company. Nach vier Jahren wechselte er 1960 als geschäftsführender Direktor an die Internationale Forschungs-Gesellschaft (en.: International Research Corporation; INRESCOR) im schweizerischen Schwerzenbach. Dieses Forschungsinstitut war im selben Jahr durch eine Kooperation zwischen der Heberlein & Co. AG aus Wattwil und der Zuger Niederlassung des US-amerikanischen Unternehmens Cluett Peabody & Company, Inc. entstanden und man betrieb Grundlagen- und Entwicklungsforschung im Bereich makromolekularer Materie für die Textil- und Kunststoffindustrie – hauptsächlich auf Kontraktbasis für die beiden Aktionäre, aber auch für andere Firmen.
Ab 1966 arbeitete Krässig für eines der weltweit größten Unternehmen der Viskose- und Modalfaserproduktion, die österreichische Chemiefaser Lenzing AG, und leitete dessen Hauptabteilung für Forschung und Entwicklung. Zusammen mit seinem Team entwickelte er dort neue und verbesserte Verfahren und marktgerechte Produkte auf dem Fasersektor. Nachdem er Anfang 1983 in den Ruhestand gegangen war, wurde in Lenzing im selben Jahr noch ein Fachkolloquium anlässlich seines Abschiedes veranstaltet. Krässig blieb dem Unternehmen allerdings noch einige Zeit als Berater erhalten.
Parallel zu seiner industriellen Tätigkeit wurde er – 16 Jahre nach seinem Weggang aus Freiburg – auch wieder in der Hochschullehre tätig: Mit dem Abschluss seines zweiten Habilitationsverfahrens erteilte man ihm 1972 an der Technischen Hochschule Wien die Lehrberechtigung für das Fachgebiet „Chemie und Technologie der Chemiefasern“, in dem fortan Vorlesungen hielt. Ein Jahr darauf erhielt er 1973 auch einen Lehrauftrag im Rahmen der Studienrichtung Kunststofftechnologie an der Montanistischen Hochschule (sowie der daraus hervorgegangenen Montanuniversität) in Leoben. Beide Dozenturen nahm er bis 1990 wahr.

## Forschungsinteressen
Während seiner Freiburger Zeit unter der Ägide von Hermann Staudinger beschäftigte sich Krässig vorwiegend mit den Abläufen von Kondensationsreaktionen, mit den dabei entstehenden Substanzen sowie deren Molekülgröße und chemischer Konstitution.
In den darauffolgenden Jahrzehnten waren aber die meisten seiner Arbeiten der Cellulosechemie und Polykondensaten, Chemie, Physik und Technologie hochpolymerer Stoffe, sowie der Textil- und Synthesefaserchemie gewidmet. In Kanada begann er ab 1956 mit grundlegenden Arbeiten über die Zusammenhänge zwischen Struktur und Eigenschaften cellulosischer Fasern. Ab 1960 widmete er sich bei der INRESCOR noch einmal verstärkt der Faser- und Textilforschung und ab 1966 weitete sich sein Forschungsgebiet bei der Chemiefaser Lenzing AG entsprechend aus – insbesondere sind hier Arbeiten über Spleißfasern aus Polyolefinen und andere Synthesefasern sowie die Entwicklung von modifizierten Viskose- und Chemiefasern zu nennen. 
Krässig lieferte „aufschlussreiche Arbeiten auf dem Gebiet der Polymere und Kunststoffe sowie der Textil- und Synthesefasern“ und seine Forschungen erbrachten „grundlegende Erkenntnisse über die Reaktivität der Cellulose sowie über Zusammenhänge von Strukturparametern und textilen Eigenschaften von Viskosefasern“. Insbesondere interessierten ihn die Beziehungen zwischen Morphologie und Feinstruktur einerseits und den chemisch-physikalischen sowie mechanischen Eigenschaften von Cellulose und Cellulosefasern andererseits. Er vertrat die Ansicht, dass die Schwachstellen im Cellulosemolekül nicht nativ chemischer Natur seien, sondern aus morphologischen Gründen bevorzugt dem chemischen Angriff unterlägen. Um den Einfluss molekularer und struktureller Faktoren auf die physikalisch-mechanischen Eigenschaften von cellulosischem Textil zu untersuchen, führte Krässig den vielbeachteten Versuch durch, die Beziehungen zwischen Molekulargewicht, Ordnungszustand und Orientierungsgrad sowie zwischen Festigkeit, Dehnung und Steifigkeit quantitativ zu erfassen.

## Mitgliedschaften
- Forschungszentrum Seibersdorf (Mitglied des Beirates des Chemischen Instituts 1972–1983)
- Österreichische Chemische Gesellschaft (Mitglied des Präsidiums 1976–1983)
- Gesellschaft Deutscher Chemiker
- American Chemical Society
- New York Academy of Sciences
- International Academy of Wood Science
- The Textile Institute (Fellow seit 1982)
- Canadian Institute of Textile Science (Mitglied des Präsidiums 1959/60)
- Swiss Association Textile Chemists Colorists
- Verein der Textilchemiker und Coloristen
- Verein österreichischer Textilchemiker und Coloristen
- Technical Association of the American Pulp and Paper Industry (Mitglied der Fachgruppe für Chemiezellstoff 1966–1983)
- Verein der Zellstoff- und Papier-Chemiker und -Ingenieure (Mitglied des Fachausschusses für Cellulose und Cellulosederivate seit 1960)
- Österreichische Vereinigung der Zellstoff- und Papierchemiker und -techniker

## Auszeichnungen
- 1979: Berufsspezifischer Ehrentitel „außerordentlicher Professor“ (verliehen vom österreichischen Bundespräsidenten Rudolf Kirchschläger auf Antrag der naturwissenschaftlichen Fakultät der TU Wien sowie des Professorenkollegiums der Montanuniversität Leoben)
- 1979: Dr.-Edmund-Thiele-Denkmünze (verliehen vom Verein der Zellstoff- und Papier-Chemiker und -Ingenieure)
- 1979: Hermann-Mark-Medaille (verliehen vom Chemischen Forschungsinstitut der Wirtschaft Österreichs)
- 1982: Fellow of The Textile Institute
- 1983: Dr.-Carl-Kellner-Ehrenzeichen in Gold (verliehen von der Österreichischen Vereinigung der Zellstoff- und Papierchemiker und -techniker)

## Publikationen (Auswahl)
Während seiner beruflichen Laufbahn publizierte Krässig über 100 wissenschaftliche Fachaufsätze sowie mehrere Buchkapitel. Im Rahmen seiner industriellen Forschung hielt er auch zahlreiche Patente. Darüber hinaus veröffentlichte er zusammen mit zwei Fachkollegen eine Monographie:
- Hans A. Krässig; Jürgen Lenz; Herman F. Mark: Fiber technology. From film to fiber. In der Reihe: „International Fiber Science and Technology Series“, Band 4. Marcel Dekker, New York City, 1984, ISBN 0-8247-7097-8.